# Петър Генчев
Петър Шкипърнев Генчев (Гинчев) е български учител, редовен член на БКД.

## Биография
Роден е през 1843 г. в Лясковец в семейството на градинар. Брат е на писателя Цани Гинчев. От 1850 до 1858 г. учи в Лясковец при Петър Оджаков. Между 1858 и 1861 г. учи в Одеската семинария. След това става стипендиант на Одеското българско настоятелство и в продължение на 10 години до 1871 г. учи в Киевската духовна семинария. Завръща се през 1871 г. и става учител в Габрово. Работи като такъв до 1876 г. Заедно с Райчо Каролев, Иван Гюзелев и Васил Михов разработват правилник за учениците в Габровското училище, както и за мъжките и женските училища. В училището преподава български и църковнославянски език. Със собствени средства оборудва кабинет по физика и химическа лаборатория. След Априлското въстание е арестуван заедно с другите учители от Габрово. Същата година е освободен и става учител в семинарията при Лясковския манастир „Св. св. Петър и Павел“. Остава там за година. От 1878 г. е директор на училището. След Освобождението е чиновник в канцеларията на търновския губернатор. В периода 1878 – 1892 г. работи като началник на отделения, секретар на Министерството на народната просвета, Държавния съвет и Министерството на външните работи и изповеданията. През 1888 г. е изпратен като ревизор на училищната мрежа на Българската екзархия. Възложено му е да прави превод на Библията.
През 1863 г. заедно с Павел Калянджи съставя читанката „Другар на децата“. От 1882 г. е дописен член на Българското книжовно дружество, а от 1884 г. и редовен член. От 1882 до 1884 г. е деловодител на БКД, а от 1898 г. е ревизор на дружеството. Между 1880 и 1883 г. е член на първото славянско дружество. Народен представител в Учредителното събрание от Търновски окръг и негов секретар. Либерал по политически разбирания. Депутат и във Второто обикновено народно събрание от Орхание. 
Умира на 30 април 1905 г. в София.